# Chisamba
Chisamba (spesso pronunciato Chifamba) è un ward dello Zambia, parte della Provincia Centrale e del Distretto di Chibombo.
Nel febbraio 2013 l'incidente di un bus causò 53 morti vicino a Chisamba.